# 小行星1977
小行星1977（1977 Shura）是一颗围绕太阳公转的小行星。1970年8月30日，塔瑪拉·斯米爾諾娃在克里米亚发现了此天体。
該小行星以蘇聯戰爭英雄亞歷山大·科斯莫傑曼斯基（Aleksandr Kosmodemyanskii）命名。
这颗小行星的绝对星等为308.37775等。